# Verkehrsbetriebe Bachstein

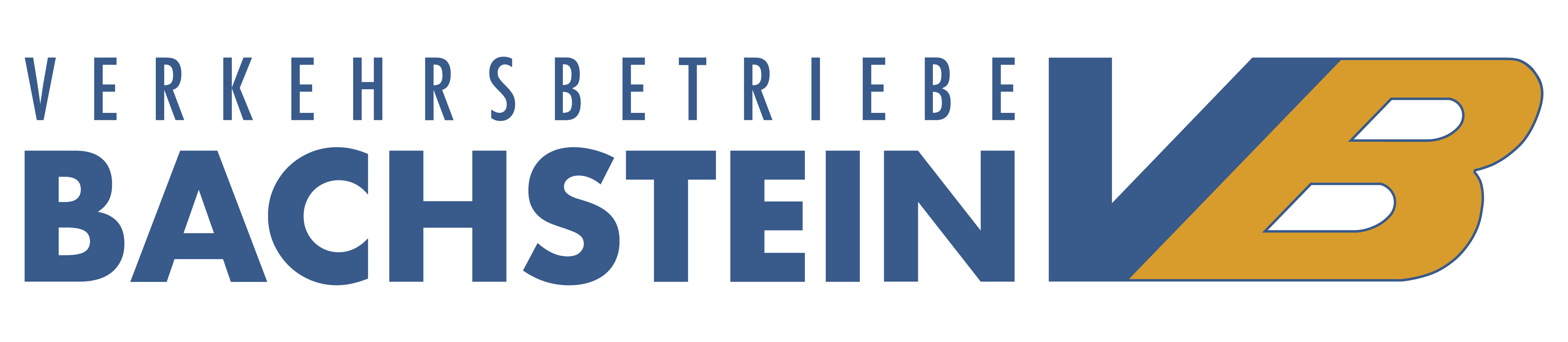
Aktuelles Logo der Verkehrsbetriebe Bachstein GmbH

Früheres Logo der Verkehrsbetriebe Bachstein GmbH

Die Verkehrsbetriebe Bachstein GmbH ist ein Verkehrsunternehmen mit Sitz in Celle und Niederlassungen in Hornburg, Wolfsburg-Vorsfelde und Hof (Saale). Es wurde von Herrmann Bachstein 1879 als Centralverwaltung für Secundairbahnen Herrmann Bachstein (CV) in Berlin gegründet.

## Geschichte
Herrmann Bachstein gründete die Centralverwaltung für Secundairbahnen als Offene Handelsgesellschaft (OHG) im Jahr 1879 in Berlin. In der Folge baute und betrieb sie insgesamt 60 Eisenbahnstrecken. Ab den 1920er Jahren nahm der Wettbewerbsdruck durch das neue Verkehrsmittel Omnibus zu. Der Bus konnte die Beförderung von Personen sehr kostengünstiger anbieten als die Eisenbahnen. Auch Taxiverkehr und Individualverkehr mit Pkw und Motorrädern nahmen zu. Die Centralverwaltung für Secundairbahnen reagierte, indem eigene Busbetriebe eingerichtet wurden. 1933 wurde diese in eine GmbH umgewandelt und die Schreibweise in Secundärbahnen geändert.
Als Tochterunternehmen wurde u. a. 1895 die Süddeutsche Eisenbahn-Gesellschaft (SEG) mit Sitz in Darmstadt gegründet, an die einige Bahnen der CV übergingen. 1923 wurden die in Thüringen gelegenen Bahnen in der Thüringischen Eisenbahn-AG (Theag) zusammengefasst. Dadurch sollte die Wirtschaftlichkeit aller Bahnen verbessert werden. Einige Strecken befanden sich infolge der gesamtwirtschaftlich schlechten Situation in Deutschland in finanziellen Nöten, andere wiederum fuhren große Gewinne ein. Aufgrund vertraglicher Verpflichtungen konnte sich die CV nicht von unwirtschaftlichen Strecken trennen. Die Folge waren unter anderem Teilstilllegungen, Tariferhöhungen und ein zentralisierter Werkstättendienst.
Unter anderem wurden folgende Bahnen durch Herrmann Bachstein gebaut, betrieben oder es bestanden Beteiligungen:
1. Darmstädter Dampfstraßenbahnen (1895 Übernahme durch SEG, 1912 Hessische Eisenbahn-Aktiengesellschaft, HEAG)
2. Dreiecksbahn Mannheim – Heidelberg – Weinheim (1897 Übernahme durch SEG, 1911 Oberrheinische Eisenbahn-Gesellschaft (OEG))
3. Essener Straßenbahn (1895 Übernahme durch SEG, 1954 Umfirmierung der SEG in Essener Verkehrs-AG (EVAG))
4. Mainzer Vorortbahnen (1895 Übernahme durch SEG, 1919 Übernahme durch Stadt Mainz)
5. Mainzer Straßenbahn (1895 Übernahme durch SEG, 1904 Übernahme durch Stadt Mainz)
6. Karlsruher Lokalbahn (1897 Übernahme durch SEG, 1914 Übernahme durch Stadt Karlsruhe)
7. Wiesbadener Straßen- und Vorortbahnen (1895 Übernahme durch SEG)
8. Berliner Dampfstraßenbahn-Konsortium
9. Dampfstraßenbahn Groß-Lichterfelde – Teltow – Stahnsdorf (1906 Übernahme durch die Teltower Kreisbahnen)
10. Dessauer Straßenbahn
11. Osthofen-Westhofener Eisenbahn (Gickelche, 1895 Übernahme durch SEG, 1953 Übernahme durch DB)
12. Reinheim-Reichelsheimer Eisenbahn Reinheim – Reichelsheim (1895 Übernahme durch SEG, 1953 Übernahme durch Land Hessen, 1955 Hessische Landesbahn)
13. Bahnstrecke Sprendlingen–Fürfeld (1895 Übernahme durch SEG, 1953 Übernahme durch Land Rheinland-Pfalz, 1959 Übernahme durch DB)
14. Bahnstrecke Worms–Offstein (1895 Übernahme durch SEG, 1953 Übernahme durch Land Rheinland-Pfalz, 1969 Übernahme durch DB)
15. Arnstadt-Ichtershausener Eisenbahn (1895 Übernahme durch SEG, 1949 verstaatlicht)
16. Ilmenau-Großbreitenbacher Eisenbahn (Bachstein seit 1883 Eigentümer, 1895 Übernahme durch SEG, 1949 verstaatlicht)
17. Hohenebra-Ebelebener Eisenbahn (Bachstein ab Eröffnung 1883 Pächter, seit 1884 Eigentümer, 1895 Übernahme durch SEG, 1949 verstaatlicht)
18. Bregtalbahn Donaueschingen – Furtwangen (1897 Übernahme durch SEG, 1953 MEG, 1971 SWEG)
19. Kaiserstuhlbahn Gottenheim – Riegel am Kaiserstuhl – Breisach (1897 Übernahme durch SEG, 1953 MEG, 1971 SWEG)
20. Obere Wiesentalbahn (Zell-Todtnauer Eisenbahn) Zell – Todtnau (1897 Übernahme durch SEG, 1953 MEG)
21. Greußen-Ebeleben-Keulaer Eisenbahn (GEKE) (1923 Übernahme durch Theag)
22. Neubrandenburg-Friedländer Eisenbahn-Gesellschaft
23. Südharz-Eisenbahn-Gesellschaft
24. Weimar-Berka-Blankenhainer Eisenbahn (1923 Übernahme durch Theag)
25. Osterwieck-Wasserlebener Eisenbahn
26. Neuhaldensleber Eisenbahn
27. Esperstedt-Oldislebener Eisenbahn (1923 Übernahme durch Theag)
28. Ruhlaer Eisenbahn (ab 1925/26 Übernahme durch Theag)
29. Weimar-Rastenberger Eisenbahn (Weimar-Buttelstedt-Großrudestedter Eisenbahn, 1923 Übernahme durch Theag)
30. Wenigentaft-Oechsener Eisenbahn
31. Ziederthal-Eisenbahn-Gesellschaft
32. Buttstädt-Rastenberger Eisenbahn (1923 Übernahme durch Theag)
33. Gotha-Ohrdrufer Eisenbahn
34. Berlin – Spremberg
35. Küstrin – Stettin
36. Fröttstedt-Friedrichrodaer Eisenbahn
37. Parchim-Ludwigsluster Eisenbahn
38. Eisenberg-Crossener Eisenbahn
39. Stargard-Küstriner Eisenbahn
40. Glasow-Berlinchener Eisenbahn
41. Mecklenburgische Südbahn
42. Prignitzer Eisenbahn AG
43. Berlinchen – Armswalde
44. Pyritzer Kreisbahnen
45. Friedeberg – Alt Libbehne
46. Friedländer Bezirksbahnen (FrBB)
47. Dessau-Wörlitzer Eisenbahn
48. Oberviechtach – Schönsee
49. Neunburg – Rötz
50. Weimar – Buchenwald (1943 von Häftlingen des KZ Buchenwald errichtet), diente u. a. dem Transport von Häftlingen in das Konzentrationslager.[1]

Im Jahr 1939 gehörten noch die Bahnen Nummer 17. sowie 21. bis 31. zur Centralverwaltung.
Von diesen Bahnbetrieben lagen nach der Teilung Deutschlands nur die Schmalspurbahn Walkenried–Braunlage (der Streckenzweig nach Sorge und Tanne war durch die Grenze unterbrochen) und eine sieben Kilometer lange Teilstrecke der Osterwieck-Wasserlebener Eisenbahn in Westdeutschland.
1944 mussten Teile der Verwaltung kriegsbedingt in die Nähe von Weimar, andere nach Osterwieck ausgelagert werden. 1946/1947 erfolgte die Enteignung der Betriebe in der sowjetischen Besatzungszone. 1948 wurde der Sitz der Gesellschaft nach Braunlage und damit in den britischen Sektor verlegt. Ab 1973 wurde die Osterwieck-Wasserlebener Eisenbahn mit einigen Omnibuslinien im Verkehrsbetrieb Hornburg GmbH zusammengefasst.
Zuletzt bestand der Zugverkehr dort nur noch aus Triebwagenfahrten, die tagsüber im Auftrag der Deutschen Bundesbahn im Raum Braunschweig/Salzgitter/Helmstedt ausgeführt wurden. Die Triebwagen hatten ihren Heimatbahnhof in Hornburg. Nachdem der Schienenverkehr auch hier am 27. Mai 1978 eingestellt wurde, war aus einem Eisenbahnbetrieb ein reiner Busbetrieb geworden.
Die Firma wurde entsprechend geändert in Verkehrsbetriebe Bachstein GmbH (VB). Bereits 1948 wurde der Firmensitz der Gesellschaft von Berlin nach Braunlage verlegt. 1986 zog das Unternehmen nach Burgdorf und hat heute seinen Sitz in Celle. Mit der Beteiligung an Privatbahnen (Osthannoversche Eisenbahn OHE) ist die Fa. Bachstein heute wieder mit Eisenbahnverkehr verbunden.

## Gegenwart

Ein Bus der VB Bachstein am Hofer Hauptbahnhof

Die Verkehrsbetriebe Bachstein führt Linien-, aber auch Schüler- und Berufs- und Reiseverkehre mit Bussen durch.
Während Celle Sitz der Verwaltung ist, werden in den Niederlassungen Hornburg, Wolfsburg-Vorsfelde und Hof/Saale Leistungen im Rahmen des o. g. Spektrums erbracht. Die Niederlassungen Hornburg und Wolfsburg sind Mitglied im Verkehrsverbund Großraum Braunschweig und die VB ist Gründungsmitglied des Verbundes, der seit 1998 die Aufgabe erfüllt, einen einheitlichen Tarif im Verbandsgebiet des Regionalverbands Großraum Braunschweig anzubieten. In Hof hat die VB im Laufe der Jahre verschiedene Verkehrsgemeinschaften mit Verkehrsunternehmen in der Region gegründet und auch hier das Ziel erreicht, einheitliche Tarife und eine durchgängige Bedienung für den Fahrgast anzubieten.
Im Jahr 2002 beteiligte sich VB an dem Zusammenschluss dreier Busunternehmen im Landkreis Celle zur CeBus GmbH & Co. KG und begann eine enge Kooperation, die auch in dem gemeinsamen Firmensitz in Celle zum Ausdruck kommt.
Im Jahr 2007 gründete die Verkehrsbetriebe Bachstein GmbH zusammen mit der damaligen Arriva Deutschland die damalige Arriva Bachstein GmbH (heute NETINERA-Bachstein GmbH), um damit die Kapitalmehrheit der Osthannoverschen Eisenbahnen (OHE) zu erwerben. Während sich die NETINERA primär um die Eisenbahn-, Werkstattaktivitäten und Infrastruktur kümmert, kümmert sich die Verkehrsbetriebe Bachstein GmbH innerhalb der Partnerschaft um die Busgesellschaften unterhalb der OHE.
Als Ergebnis eines im Juli 2006 vom Land Niedersachsen eingeleiteten Privatisierungsverfahrens erhielt die Bietergemeinschaft Arriva Bachstein GmbH (heute Netinera Bachstein GmbH) im Dezember 2006 den Zuschlag für die Gesellschaftsanteile von Bund, Land, DB Regio und des Landkreises Harburg an der Osthannoverschen Eisenbahnen AG (OHE) in Celle. Im März 2007 übernahm die Arriva Bachstein GmbH die Aktienmehrheit von 85,12 % der Gesellschaft.
Seit Januar 2019 ist die Verkehrsbetriebe Bachstein GmbH alleiniger Gesellschafter der Müller Busreisen GmbH, Stolpen, und ist im Landkreis Sächsische Schweiz-Osterzgebirge sowie im Stadtgebiet Dresden tätig.
Um den Busverkehr im Landkreis Goslar zu sichern, entschlossen sich die lokalen Verkehrsunternehmen – Verkehrsbetriebe Bachstein GmbH, Pülm Reisen GmbH und Reisebüro Schmidt GmbH – dazu ein gemeinsames Verkehrsunternehmen zu gründen. Hieraus entstand im Februar 2019 die HarzBus GbR. Diese betreibt seit April 2019 17 Linien im Landkreis Goslar. Am 18. November 2019 erteilte die LNVG HarzBus die langfristigen Linienkonzessionen für die Dauer von zehn Jahren.